# Vjosa Osmani

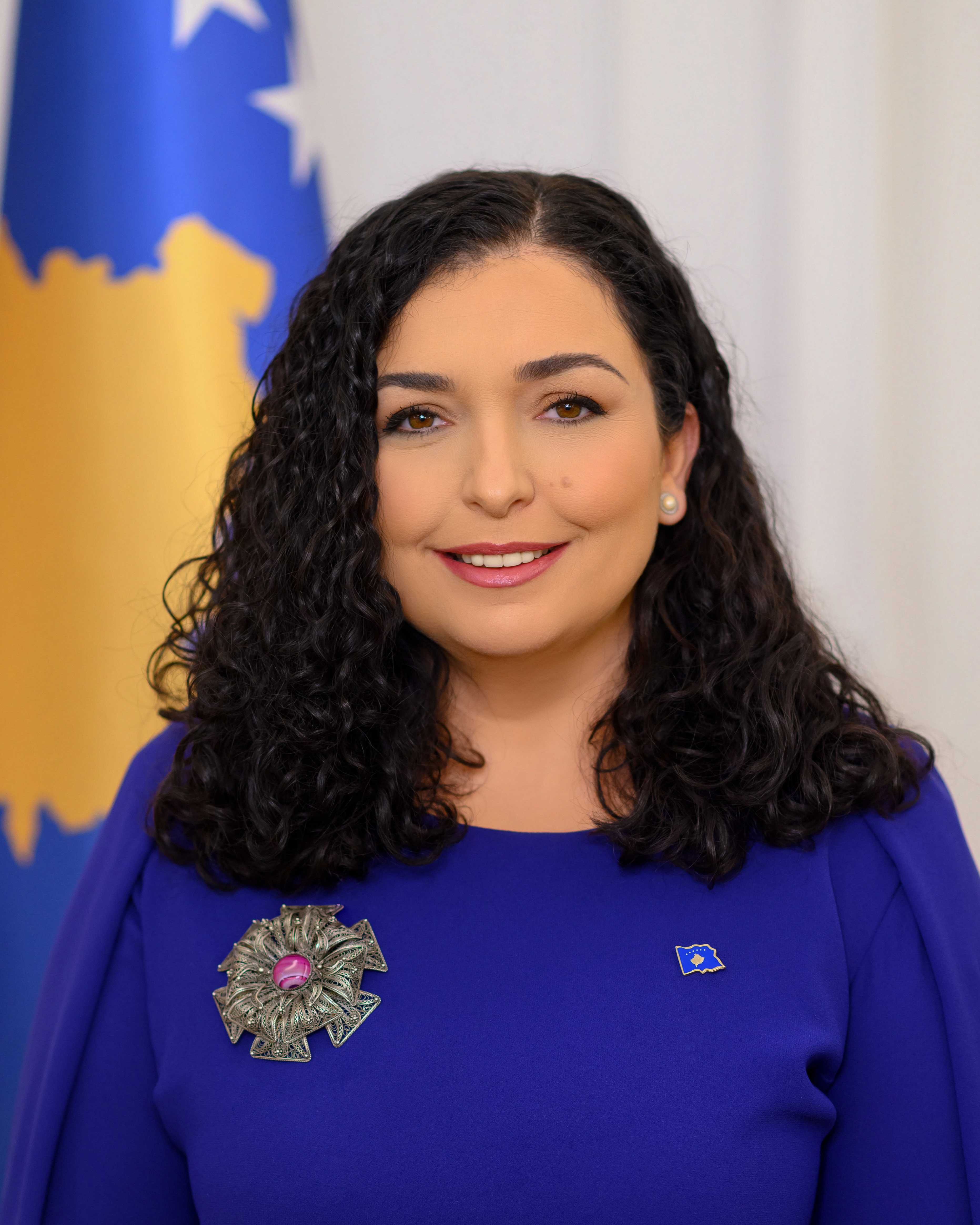
Vjosa Osmani (2021)

Vjosa Osmani-Sadriu (* 17. Mai 1982 in Titova Mitrovica, SFR Jugoslawien, heute Kosovo) ist eine kosovarische Juristin und Politikerin (bis 2020 LDK). Sie ist seit April 2021 Präsidentin der Republik Kosovo.

## Ausbildung und Tätigkeit als Juristin
Vjosa Osmani studierte von 2001 bis 2004 an der Universität Prishtina Rechtswissenschaft und schloss den Bachelor als Jahrgangsbeste ab. Anschließend absolvierte sie ein Master-of-Laws-Studium in Völkerrecht und internationalem Handelsrecht an der University of Pittsburgh in den Vereinigten Staaten.
Nach ihrer Rückkehr in den Kosovo wurde Osmani 2006 Stabschefin sowie Beraterin für rechtliche und internationale Angelegenheiten des damaligen kosovarischen Präsidenten Fatmir Sejdiu. Sie gehörte der Kommission an, die die Verfassung der Republik Kosovo ausarbeitete, und war nach der Unabhängigkeitserklärung des Kosovo 2008 Mitglied des kosovarischen Juristenteams beim Verfahren vor dem Internationalen Gerichtshof, der in einem Rechtsgutachten die Gültigkeit der Unabhängigkeitserklärung bestätigte. Parallel lehrte sie ab 2006 (humanitäres) Völkerrecht und Menschenrechte an der Universität Prishtina sowie ab 2010 an der American University in Kosovo. Zudem war sie 2010 Gründungspartnerin der Anwaltskanzlei First Legal Solutions in Pristina. Als Gastdozentin kehrte sie 2010/11 an die University of Pittsburgh zurück, wo sie einen Kurs über State Building und Recht leitete. Dort promovierte sie auch 2015 mit einer Arbeit über den Einfluss des UN-Kaufrechts auf das kosovarische Recht zum Doctor of Juridical Science (SJD).

## Politische Karriere

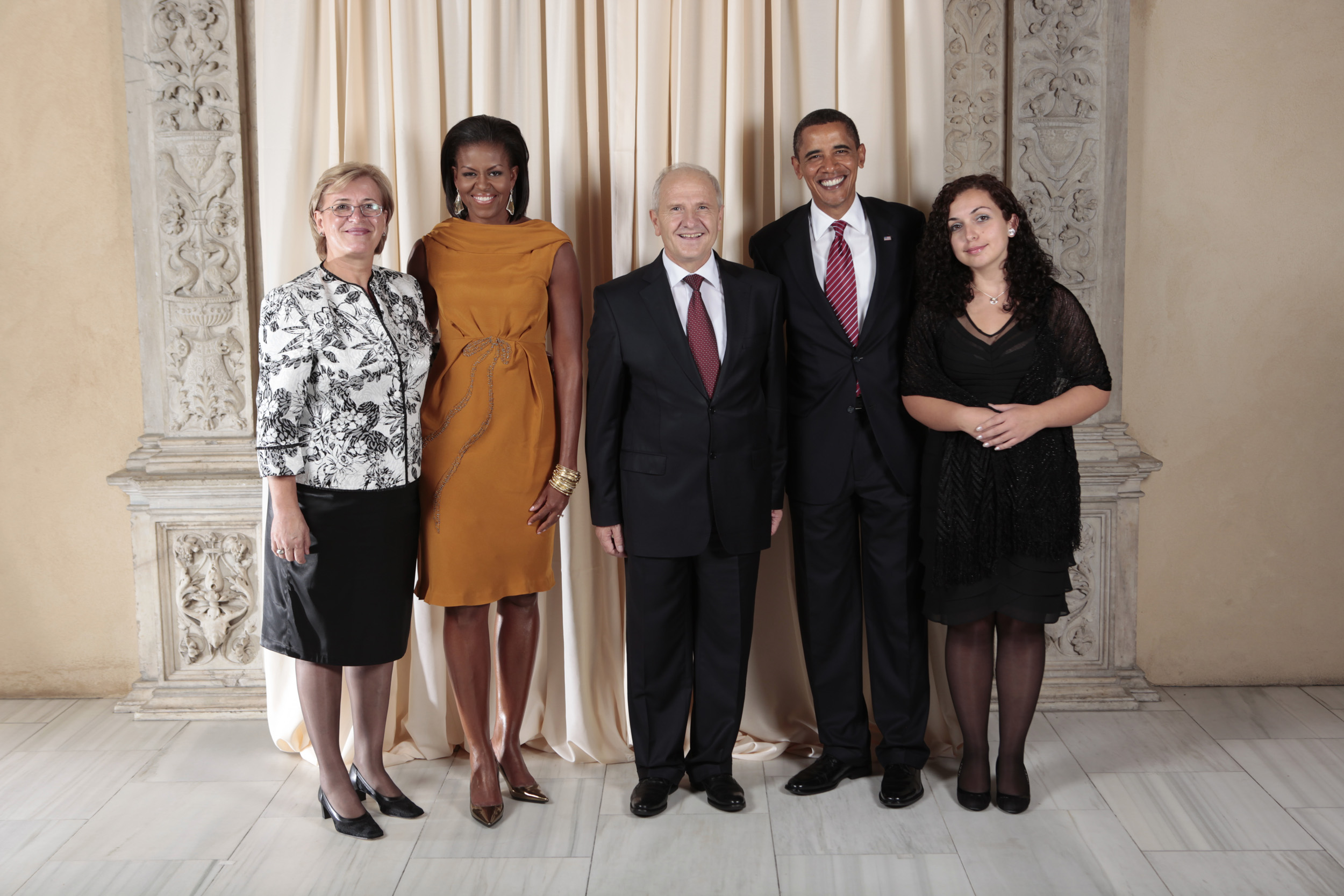
Osmani (rechts) als Übersetzerin beim Treffen des kosovarischen Präsidenten Fatmir Sejdiu (Mitte) mit US-Präsident Barack Obama (2009)

Osmani begann ihr politisches Engagement als Mitglied der liberal-konservativen Lidhja Demokratike e Kosovës (LDK), deren Vorsitzender Fatmir Sejdiu war. Im November 2010 wurde sie in das Präsidium der Partei gewählt. Von 2011 bis zu ihrer Wahl zur Staatspräsidentin war sie Abgeordnete im kosovarischen Parlament.

### Aufstieg bei der LDK
Osmani war Spitzenkandidatin der LDK für die Parlamentswahl 2019 im Kosovo und wurde als potenzielle Premierministerin gesehen. Sie sagte, dass die Menschen im Kosovo bereit seien für die erste weibliche Premierministerin im Land. Sie versprach, die hohe Korruption zu bekämpfen sowie marktwirtschaftliche Reformen umzusetzen.
Zwischen 2019 und 2020 fungierte Osmani als stellvertretende Parteivorsitzende der LDK. Ihre parteiinterne Abwahl wurde vom Parteivorsitzenden der LDK, Isa Mustafa, mit programmatischen Unstimmigkeiten begründet. Sie war gegen die Neubildung der Regierung, die zuvor aus einer Koalition zwischen LDK und der Lëvizja Vetëvendosje! bestanden hatte und durch einen Misstrauensantrag aufgelöst wurde.

### Parlamentspräsidentin der Republik Kosovo und Parteigründung
Vom 3. Februar 2020 bis zum 22. März 2021 war Osmani Präsidentin des Parlaments der Republik Kosovo. In dieser Funktion übernahm sie am 5. November 2020 nach dem Rücktritt von Hashim Thaçi, der vor einem Sondertribunal der Kriegsverbrechen im Kosovokrieg angeklagt wurde, kommissarisch auch das Amt der Präsidentin der Republik Kosovo.
Anfang 2021 – im Vorfeld der Parlamentswahl im Februar – gründete Osmani die Initiative Guxo! („trau dich“). In einem Interview zur Gründung bezeichnete sie sich selbst als Mitte-rechts. Guxo ging eine Listenvereinigung mit der linksnationalistischen Lëvizja Vetëvendosje! von Albin Kurti ein. Über die Liste der Wahlsiegerin Vetëvendosje zogen sieben Guxo-Kandidaten ins Parlament ein, darunter Vjosa Osmani. Sie selbst erhielt mit über 300.000 mit Abstand die meisten Stimmen. Die Liste erreichte die absolute Mehrheit und bildet seither die Regierung des Kosovo.

### Präsidentin der Republik Kosovo
Am 4. April 2021 wählte das Parlament der Republik Kosovo Osmani im dritten Wahlgang mit 71 von 120 Stimmen zur Staatspräsidentin.

## Persönliches
Osmani ist verheiratet und Mutter von zwei Kindern. Neben ihrer Muttersprache Albanisch spricht sie außerdem fließend Englisch, Serbisch, Türkisch und Spanisch.